# Los Millares
Los Millares är en fornlämning i Spanien som består av en befäst bosättning med tillhörande stort gravfält med passagegravar i tholosform. Platsen ligger i provinsen Provincia de Almería och regionen Andalusien, i den södra delen av landet, 400 km söder om huvudstaden Madrid. Los Millares ligger på 256 meter över havet.
Los Millares är en stor bosättning från kalkolitisk tid belägen 15 km norr om Almería, i kommunen Santa Fe de Mondújar. Staden va bebodd från det fjärde årtusendet f.Kr. (ca 3000 f.Kr.) till slutet av det tredje årtusendet f.Kr. (2000 f.Kr.) och hade troligen någonstans runt 1000 invånare.  Bosättningen upptäcktes 1891 under byggandet av en järnväg. Den grävdes först ut av Luis Siret under de följande åren. Utgrävningar och forskning pågår fortsatt. Los Millares är typboplatsen för den kalkolitiska Millarankulturen.

## Beskrivning
Platsen täcker 5 hektar och består av tre koncentriska linjer av stenmurar, den yttre ringen den största, som löper mer än 200 meter med nitton bastioner och en port med förstärkningar.  Vägen till stadsplatsen bevakas av fyra mindre fästningar byggda i sten i utkanten av staden. Det finns en omfattande gravplats med mer än 100 megalitgravar med gångar och gravkammare i tholosform. En C-14 datering har visat att en mur i staden kollapsade och återuppbyggdes omkring 3025 f.Kr.
Innanför murarna låg en enkla bostäder i klungor och en stor byggnad med fynd som tolkats som att huset har använts för kopparsmältning. Keramik som hittades på platsen inkluderade enkla och dekorerade varor, inklusive skålar i så kallad symbolkeramisk stil med ögonmotiv. Liknande mönster förekommer på olika snidade avgudabilder i sten som hittades på platsen. De bosatta var i första hand  jordbrukare, men invånarna i Los Millares sysslade också med metallbearbetning, särskilt smältning och formning av koppar. Platsen var mycket viktig för övergången från neolitikum till bronsåldern och för förståelsen av denna övergång inom arkeologin, Millarankulturen kom så småningom att dominera den iberiska halvön.
Invånarantalet i Los Millares har uppskattats till cirka 1000 personer staden var befolkad under tidsperioden 3200–2300 f.Kr. Det arbete som krävdes för att bygga staden, den stora volymen av stenar som användes och konstruktionernas sofistikerade design gör att arbetsåtgången blev stor.